# Antoine Melon
Pour les articles homonymes, voir Melon.
Antoine Melon est un homme politique français né le 2 novembre 1755 à Tulle (Corrèze) et décédé le 2 juillet 1835 au même lieu.
Lieutenant général de la sénéchaussée de Tulle et membre du conseil provincial de Limoges, il est député du tiers état aux États généraux de 1789. Il siège avec la majorité et est nommé commissaire de la caisse de l'extraordinaire en mai 1791. Maire de Tulle en 1792, président du département en 1793, il est par la suite conseiller général, inspecteur de l'hospice de Tulle et président du collège électoral de l'arrondissement d'Ussel.

## Sources
- « Antoine Melon », dans Adolphe Robert et Gaston Cougny, Dictionnaire des parlementaires français, Edgar Bourloton, 1889-1891 [détail de l’édition]